# Gazi, Kozan
Gazi là một thị trấn thuộc huyện Kozan, tỉnh Adana, Thổ Nhĩ Kỳ. Dân số thời điểm năm 2009 là 1.86 người.